# Токи Заргарон
То́ки Заргаро́н (перс. طاقی زرگران‎ / Tâqi Zargarân; узб. и тадж. Toqi Zargaron / Тоқи Заргарон) — традиционный крытый базар в историческом центре Бухары, в Узбекистане. Построен в 1586 — 1587 годах, во время правления Абдулла-хана II из узбекской династии Шейбанидов. Крупнейший среди нескольких старинных крытых базаров Бухары, и самый сложный по построению и устройству в городе. До середины XX века использовался как обычный базар, где продавались в основном ювелирные изделия, но часть базара использовалась как обычный базар, где продавались различные принадлежности. Здание крытого базара построено в традиционном персидском стиле, и ничем не отличается от подобных крытых традиционных базаров старинных городов Ирана, таких как Тегеран, Исфахан, Шираз, Тебриз или Мешхед.

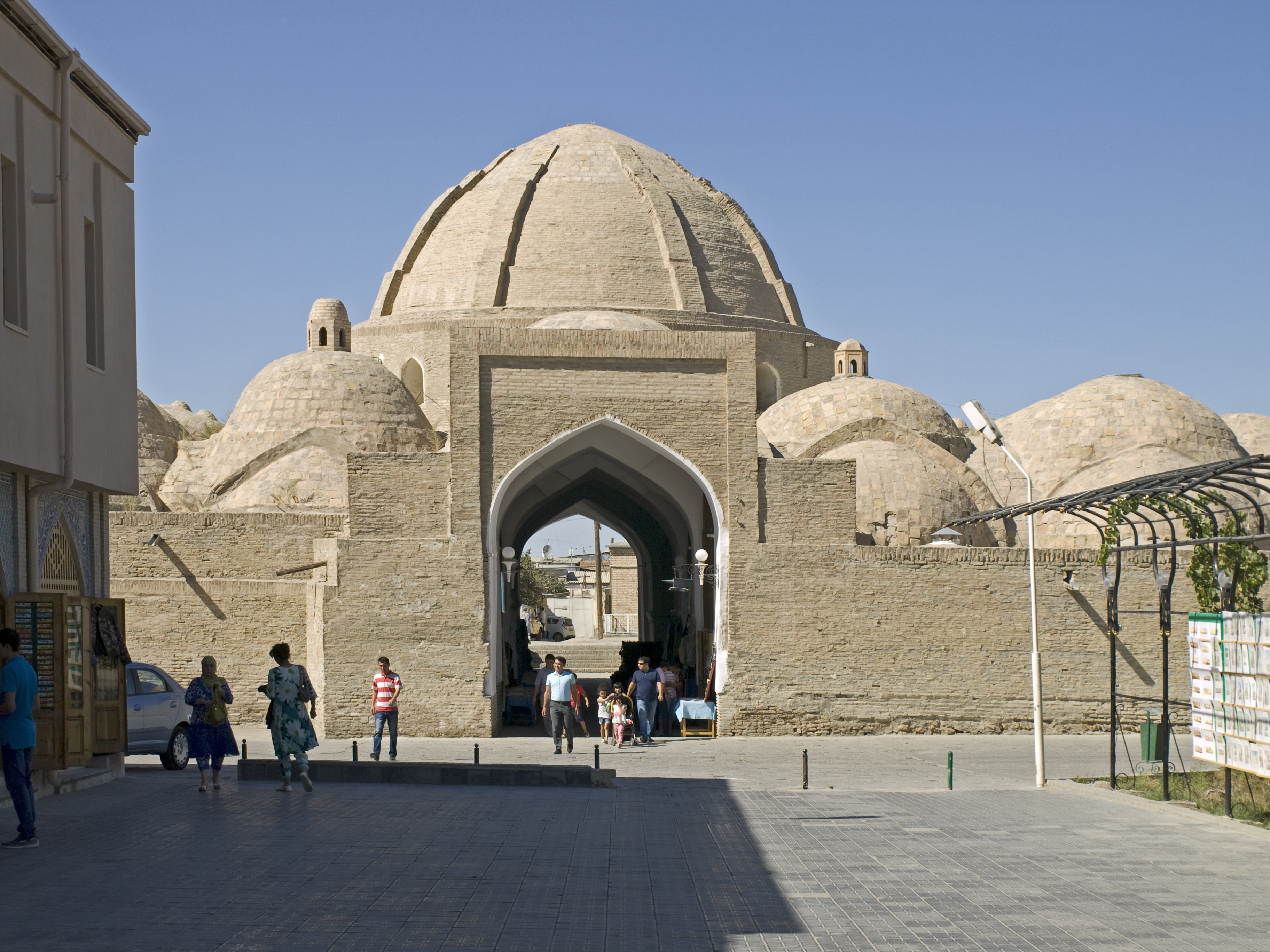

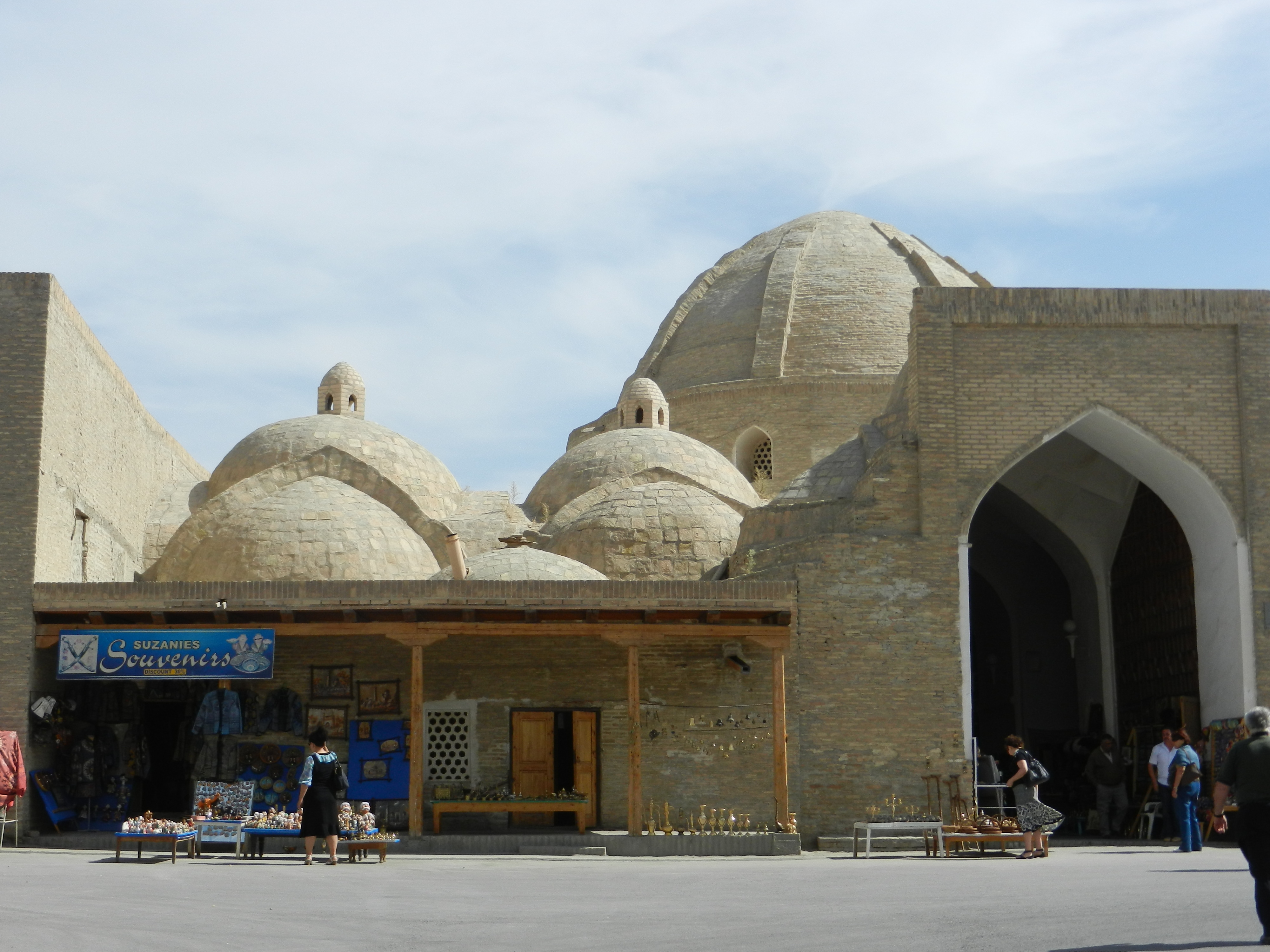

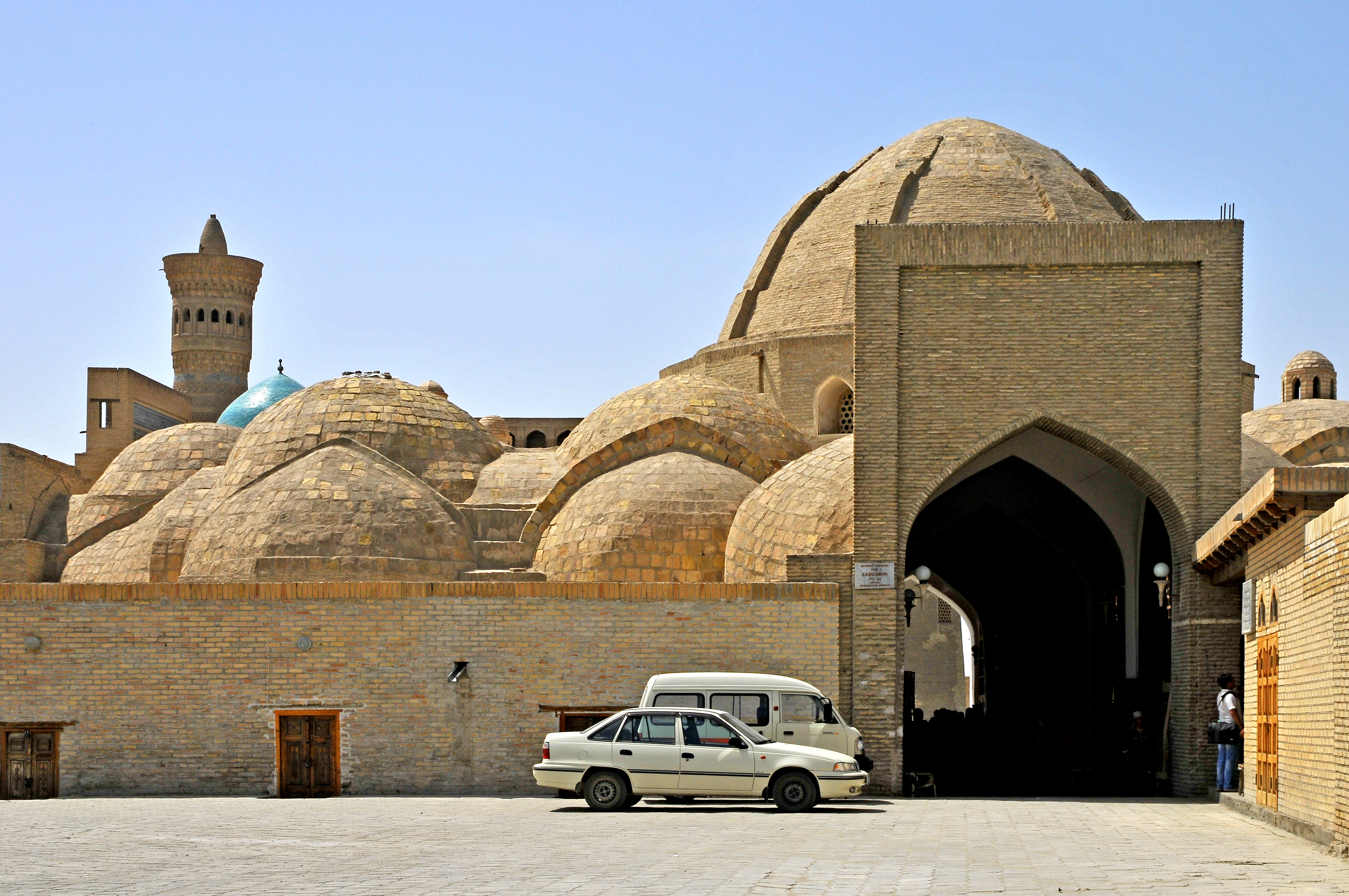

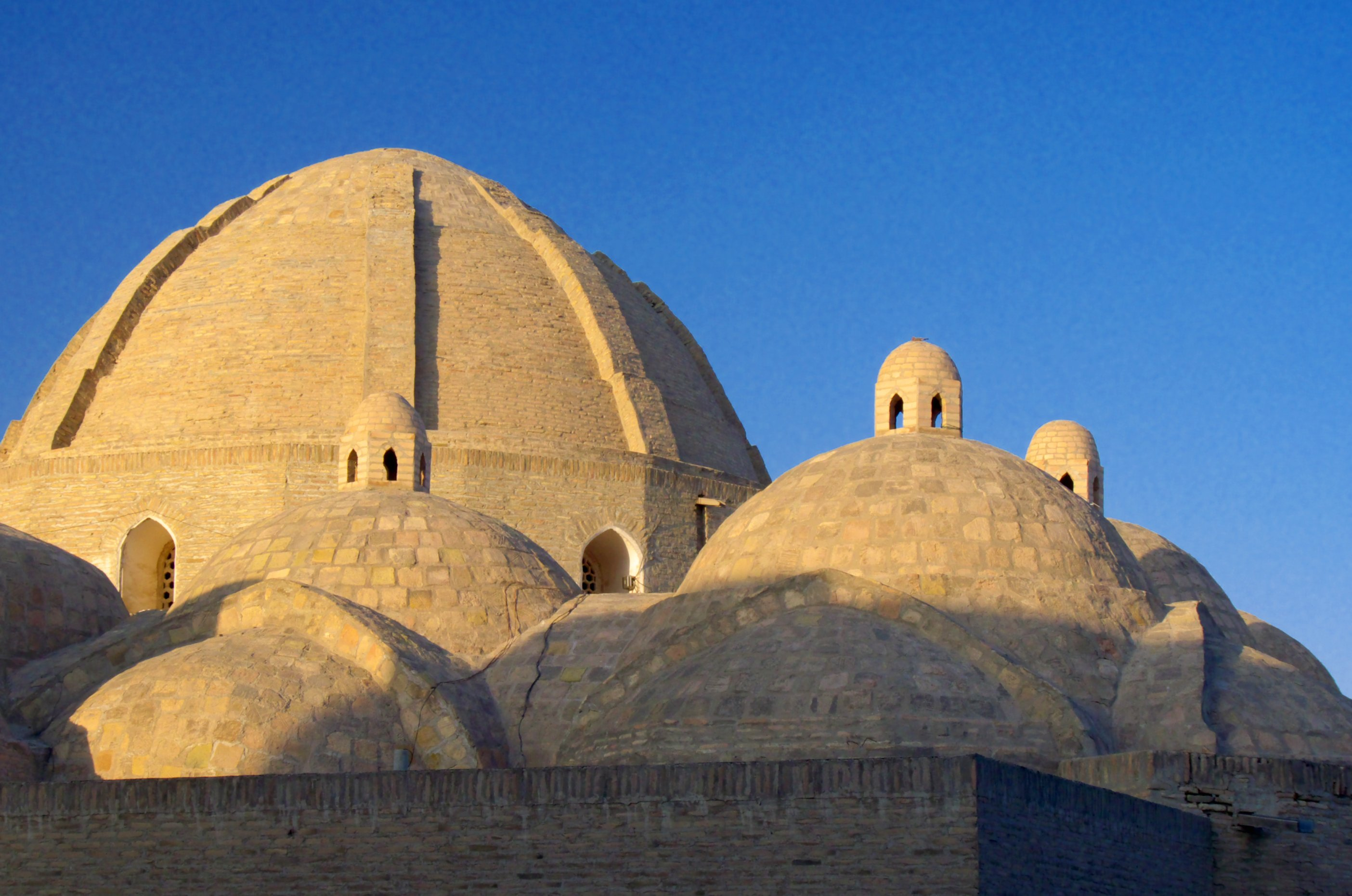

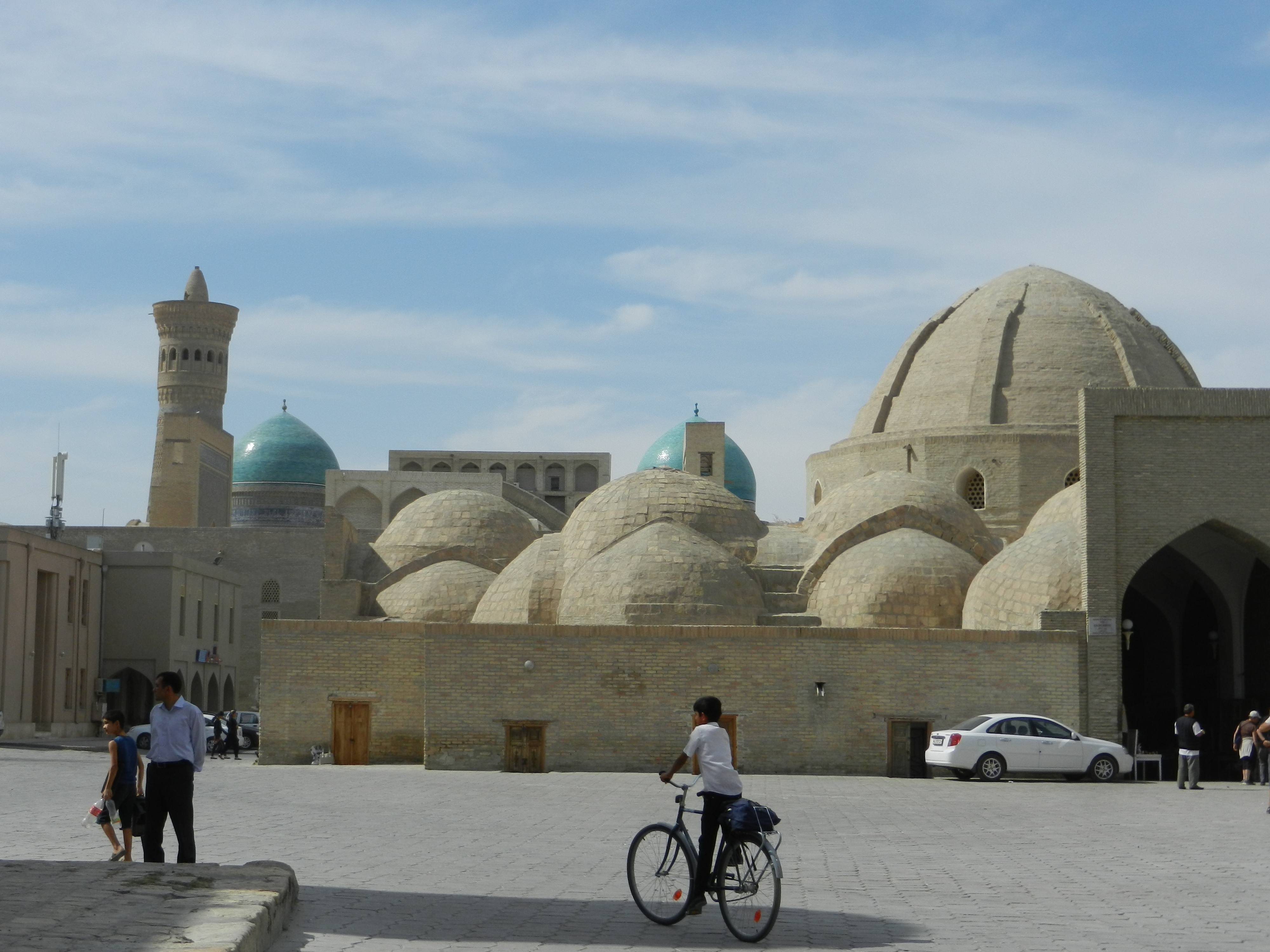

Название То́ки Заргаро́н происходит от персидского языка, и переводится как Ку́пол ювелиров (Зарга́р — ювели́р, Заргаро́н — ювели́ры), так как в первые несколько веков существования данного базара, в нем располагалось большое количество (более 35) ювелирных мастерских и магазинов, где продавались украшения из золота, серебра и других драгоценных камней и металлов, изделия и принадлежности из драгоценных камней и металлов, чеканились золотые, серебряные и медные монеты, в том числе возможно чеканилась часть монет бухарской таньги — денежной единицы Бухарского ханства, а затем и Бухарского эмирата. Вокруг здания крытого базара были построены склады, каравансараи, гостиницы, лавки торговцев.
Здание имеет большой купол, а также еще несколько малых куполов. Построен из керамического кирпича. Ныне Токи Заргарон является популярной достопримечательностью, внутри которой в основном расположены сувенирные магазины и лавочки, где продаются антиквариат, сувениры, изделия народных ремесленников, такие как посуда, одежда, монеты, украшения, статуэтки, ковры, книги, музыкальные инструменты, картины и т.п, а также мастерские ювелиров и кузнецов. Здание базара находится в историческом центре Бухары, на улицах Хакикат и Ходжа Нурабад, в 20 метрах к северо-востоку от ансамбля Пои-Калян, в соседстве с медресе Улугбека.
Вместе с остальными архитектурными, археологическими, религиозными и культурными памятниками Бухары входит в список Всемирного наследия ЮНЕСКО под названием — «Исторический центр Бухары».